# 篠崎信男
篠崎　信男（しのざき のぶお、1914年6月21日 - 1998年4月16日）は、日本の人口学者。

## 生涯
東京出身。別名・神寺人言（じんげんひとよ）。
第一高等学校、東京帝国大学理学部数学科をへて、1939年長谷部言人によって新設された人類学科に移り第一期生として卒業。
1961年「血族結婚部落に関する生体人類学的研究」で東京大学理学博士。
1943年厚生省に入り、人口問題研究所、同人口資質部長。1984年日本人口学会会長。1984年勲二等瑞宝章受勲。

## 著書
- 『産児調節と夫婦性生活の実態』村松書店 1949
- 『日本人の性生活』文芸出版社 1953
- 『人口資質と"いのち"の問題』日本生命済生会 保健福祉シリーズ 1965
- 『性の危機 混乱と倒錯の中にある性への認識と警鐘』結婚生活社 1970
- 『人類動態学入門』青友書房 1972
- 『すばらしい相手を見つける22章』実業之日本社 実日新書 1972
- 『世にも不思議な体験物語 大往生への道』共栄書房 1983
- 『性教育の知恵 先生と親が教える基礎知識』共栄書房 1984
- 『青年への遺言 21世紀への警告』共栄書房 1984

### 共著
- 『図解私たちのセックス』馬島僴共著 季節風書店 1959
- 『家政学と人間環境 高齢者の家族環境・くらしの調査と考察』総監修 松田喜美子監修・編集 ヒューマン・エコロジー研究所 1990

## 論文
- <篠崎信男